# Laissez briller le soleil
"Laissez briller le soleil" (tradução portuguesa: "Deixem o sol brilhar") foi a canção belga no Festival Eurovisão da Canção 1988, interpretada em francês por Reynaert (nome verdadeiro: Joseph Reynaerts). Foi a 16.ª canção a ser interpretada na noite do evento, a seguir à canção norueguesa "For vår jord", interpretada por Karoline Krüger e antes da canção luxemburguesa "Croire", interpretada por Lara Fabian. No final,  canção belga terminou num modesto 18.º lugar (entre 21 participantes), (empatou com a canção portuguesa "Voltarei", interpretada por Dora) e recebendo apenas 5 pontos.

## Autoria
- Letrista: Joseph Reynaert e Dany Willem
- Música: Joseph Reynaerts e Philippe Anciaux
- Orquestrador:

## Letra
A canção é um apelo para "deixar o sol brilhar" para os que têm menos sorte na vida, para que não entrem em estado de loucura.

## Versões
O cantor gravou uma versão inglesa, com o título: "The sun could shine in your heart"